# Вальтер Ферретті
Клуб Депортіво Вальтер Ферретті — нікарагуанський футбольний клуб з Манагуа, який виступає в Прімері, найвищому у ранговій системі футбольних ліг Нікарагуа.

## Історія
Клуб був заснований в 1984 році з ініціативи Вальтера Ферретті Фонсеки. Він створив команду, яка стала спортивним крилом сандиністської поліції, і спочатку вона змагалася в інституційній лізі для урядових міністерств. Пізніше команда перейшла в систему футбольних ліг Нікарагуа. На той момент вони виступали під назвою GDPS (ісп. General Dirección de La Polícia Sandinista). GDPS штурмував нижчі рівні системи футбольних ліг Нікарагуа, вигравши Сегунду в 1985 році з непобитим рекордом за кількістю набраних очок, і тим самим піднявшись їх до вищого дивізіону країни.
Наприкінці 1988 року Ферретті загинув у автокатастрофі по дорозі до Леона. У 1991 році клуб був перейменований на його честь.
У сезоні 1997/98 років клуб виграв свій перший в історії титул, перемігши «Масачапу» з рахунком 1:0 у фіналі чемпіонату. Вони знову дійшли до фіналу в сезоні 1999/00, програвши в додатковий час «Діріангену». Наступного року, 2000/01, вони претендували на другий чемпіонат. Це відбулося проти «Діріангена», «Ферретті» переміг по пенальті з рахунком 5:3. «Ферретті» пройшов до фіналу третій рік поспіль у 2002 році, але програв клубу «Халапа» з рахунком 4:1.
Клуб не показував серйозних результатів до Клаусури 2008, коли дійшов до чергового фіналу, на цей раз проти «Реала Естелі». Матч перейшов у додатковий час. «Реал Естелі» в підсумку переміг завдяки голу на 115-й хвилині від Елмера Меджа.
Вони знову дійшли до фіналу в Клаусурі 2009, обігравши «Діріанген» в серії післяматчевих пенальті, перш ніж програли «Реал Естелі» — 3:1.

## Досягнення
Прімера НікарагуаЧемпіон (4): 1998, 2001, 2015, 2017
Сегунда НікарагуаПереможець: 1985
Кубок НікарагуаВолодар: 2021